# Nogińsk (stacja kolejowa)
Nogińsk (ros. Ногинск) – stacja kolejowa w miejscowości Nogińsk, w rejonie bogorodskim, w obwodzie moskiewskim, w Rosji. Położona jest na linii Friaziewo – Elektrostal – Nogińsk.

## Historia
Stacja powstała w czasach carskich na odgałęzieniu linii Moskwa – Niżny Nowogród, pomiędzy stacją Gżel i przystankiem Zacharowo. Początkowo nosiła nazwę Bogorodsk, od dawnej nazwy miasta. Obecną nazwę nosi od 1930.

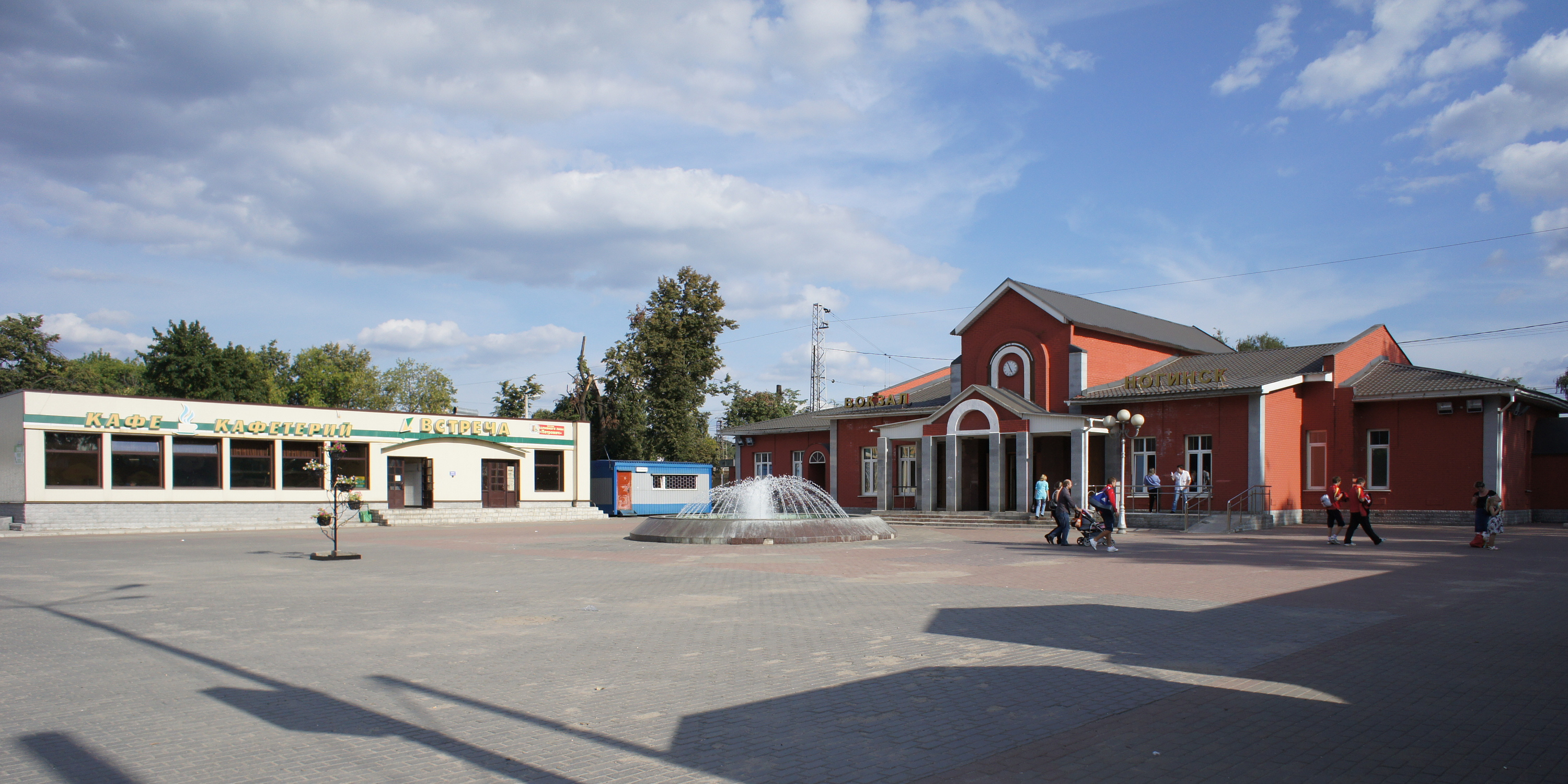
dworzec od strony miasta
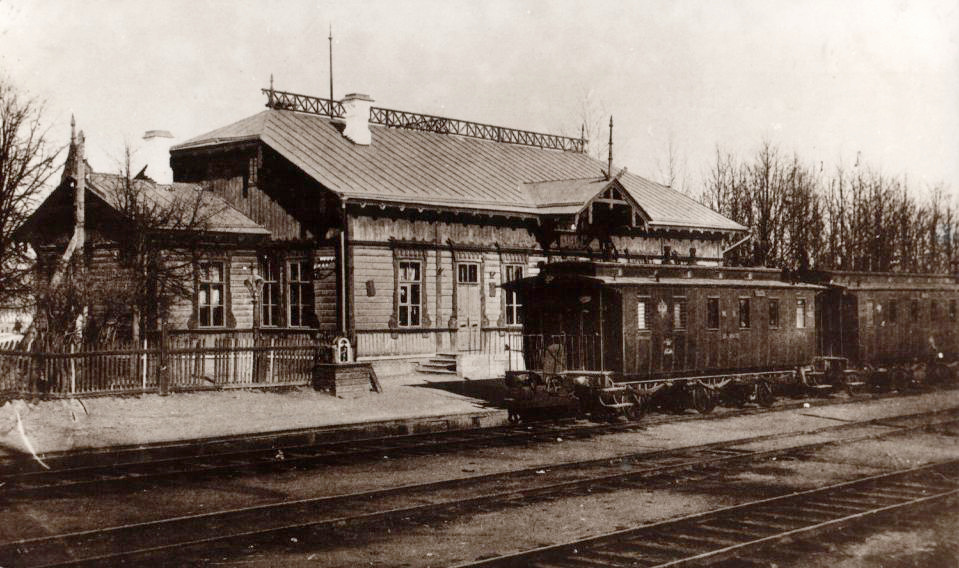
stacja w pierwszej dekadzie XX w.